# Paschen Kiel Orgelbau
Paschen Kiel Orgelbau ist ein Orgelbauunternehmen, das 1964 von Hinrich Otto Paschen in Kiel gegründet wurde. Mehr als 100 Orgelneubauten wurden nach Deutschland, Japan und Finnland geliefert und zahlreiche alte Orgeln restauriert.

## Geschichte

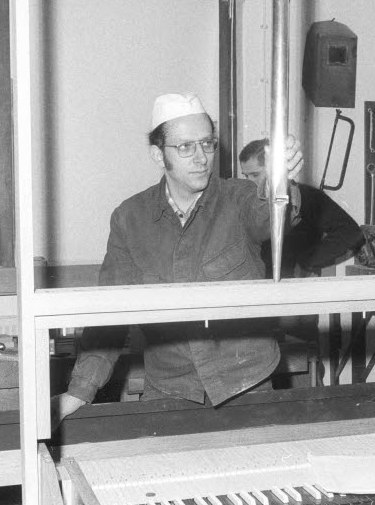
Hinrich Otto Paschen (1972)

Hinrich Otto Paschen (* 1937) erlernte den Orgelbau bei Schuke (Berlin) und vertiefte sich anschließend bei Beckerath (Hamburg), Hammer (Hannover) und Kemper (Lübeck). Nach der Meisterprüfung 1964 machte er sich zusammen mit Günter Braukmann (1930–2014) in Leck selbstständig. Bis 1995 wurden mehr als 120 Orgeln neu gebaut oder restauriert. Unter der gemeinsamen Leitung von Hinrich Otto Paschen und Roland Monczynski wurde die Firma in eine GmbH umgewandelt, die seit 1998 allein von Monczynski geleitet wird. Im Jahr 2015 waren acht Mitarbeiter angestellt, darunter zwei Orgelbaumeister und fünf Gesellen.

## Werke (Auswahl)
Die römische Zahl bezeichnet die Anzahl der Manuale, ein großes „P“ ein selbstständiges Pedal und die arabische Zahl in der vorletzten Spalte die Anzahl der klingenden Register.
| Jahr      | Opus | Ort                        | Gebäude                             | Bild | Manuale | Register | Bemerkungen                                                                                          |
| --------- | ---- | -------------------------- | ----------------------------------- | ---- | ------- | -------- | --- |
| 1968      |      | Berlin-Wedding             | Baptisten-Kirche                    |      | II/P    | 11       | 2017 nach Michendorf verkauft → Orgel                                                                |
| 1968      | 136  | Rensefeld                  | St. Fabian und Sebastian            |      | II/P    | 19       | mit Spiegelprinzipal                                                                                 |
| 1969      |      | Bordesholm                 | Kloster Bordesholm, Klosterkirche   |      | III/P   | 38       | [ 3 ]                                                                                                |
| 1969/1980 |      | Tating                     | St.-Magnus-Kirche                   |      | II/P    | 22       | hinter historischem Gehäuse (Hauptwerk: 1590, Rückpositiv: 1650); 1980 drei Stimmen ergänzt. → Orgel |
| 1971      |      | Glücksburg (Ostsee)        | Auferstehungskirche                 |      | II/P    | 29       | |
| 1972      |      | Bünsdorf                   | St.-Katharinen-Kirche               |      | II/P    | 11       | |
| 1972      |      | Berlin-Schöneberg          | Evangelisch-Freikirchliche Gemeinde |      | II/P    | 20       | → Orgel                                                                                              |
| 1972      |      | Helgoland                  | St. Nicolai                         |      | I/P     | 9        | Chororgel                                                                                            |
| 1976      |      | Bornhöved                  | Vicelinkirche St. Jacobi            |      | II/P    | 21       | unter Einbeziehung von 10 Registern aus der Vorgängerorgel von Marcussen & Søn → Orgel               |
| 1976      |      | Moldenit (Schaalby)        | St. Jakobus                         |      | I/P     | 7        | → Orgel                                                                                              |
| 1976      |      | Lübeck                     | St.-Jürgen-Kapelle                  |      | II/P    | 18       | |
| 1978      |      | Kropp                      | Ev. Kirche                          |      | II/P    | 21       | |
| 1978      |      | Tönning                    | St. Laurentius                      |      | III/P   | 41       | Neubau hinter dem historischen Gehäuse von Joachim Richborn (1681–1683) → Orgel                      |
| 1981      |      | Lübeck-Siems               | St. Michael                         |      | II/P    | 11       | |
| 1981      |      | Lübeck-Wehde               | Marienkirche                        |      | II/P    | 10       | Übungsorgel mit Koppelmanual                                                                         |
| 1982      |      | Holsterhausen (Herne)      | Stephanus-Kirche                    |      | II/P    | 27       | |
| 1982      |      | Kiel                       | St. Lukas                           |      | II/P    | 21       | [ 5 ]                                                                                                |
| 1983      |      | Lübeck                     | Musikhochschule Lübeck              |      | II/P    | 14       | |
| 1983–1985 |      | Kahleby (Schaalby)         | St. Marien                          |      | II/P    | 14       | Rekonstruktion der Daniel-Busch-Orgel von 1784                                                       |
| 1985      |      | Langenhorn (Nordfriesland) | St. Laurentius                      |      | II/P    | 32       | → Orgel                                                                                              |
| 1992      |      | Lübeck                     | Petrikirche                         |      | II/P    | 19       | → Orgel                                                                                              |
| 1993      | 117  | Kerava                     | Kerava Kirkko                       |      | II/P    | 36       | |
| 1994      | 123  | Damp                       | St. Elisabeth                       |      | I/P     | 6        | → Orgel                                                                                              |
| 1996      |      | Witten                     | Johanniskirche                      |      | II/P    | 25       | |
| 1997      |      | Eckernförde                | St. Peter und Paul                  |      | II/P    | 18       | → Orgel                                                                                              |
| 2002      | 152  | Juva                       | Juvan Harmaakivikirkko              |      | II/P    | 38       | |
| 2007      | 164  | Kollmar                    | Dorfkirche Kollmar                  |      | II/P    | 10       | mit Wechselschleifen im historischen Gehäuse (1791)                                                  |
| 2007      | 166  | Pori                       | Stadtkirche                         |      | III/P   | 58       | in französisch-romantischem Stil hinter neogotisch gestaltetem Prospekt                              |
| 2009      | 173  | Detmold                    | Martin-Luther-Kirche                |      | III/P   | 41       | → Orgel                                                                                              |
| 2011      | 179  | Jalasjärvi                 | Jalasjärvi Kirko                    |      | II/P    | 30       | |
| 2015      |      | Tartu                      | Pauluse Kirik                       |      | III/P   | 55       | |